# Pierluigi Aldrovandi
Pierluigi Aldrovandi (San Lazzaro di Savena, 18 ottobre 1954) è un pilota motociclistico italiano ritiratosi dall'attività agonistica.

## Carriera
Padre di Alessio Aldrovandi e zio di Pierfrancesco Chili, anche loro motociclisti professionisti, debutta nel motomondiale da wild card nel 1979 in sella ad una MBA nel gran premio di casa. Arriva 14º al traguardo, e non ottiene quindi punti validi per la classifica mondiale; nella stessa stagione e con la stessa motocicletta è settimo nel campionato Italiano andando a punti in tutte le gare. L'anno seguente ottiene nuovamente una wild card per questa competizione, ma Aldrovandi non riesce a prendere parte alla gara. Stessa cosa per il 1981, ma questa volta è costretto al ritiro a causa di una caduta.
Sempre nel 1981 Aldrovandi partecipa al campionato Europeo Velocità nella classe 125 su MBA, vincendo il campionato. L'anno seguente trova un ingaggio da titolare nel motomondiale, con una MBA in 125 e una Yamaha in 250. In 125 ottiene il suo primo podio mondiale in Spagna, salendo sul terzo gradino. Si ripete in Olanda e termina 7º in classifica con 52 punti. Nella classe 250, invece, non conquista punti validi per la classifica mondiale.
L'anno seguente rimane un titolare in 125, sempre su MBA, ottenendo il podio nell'ultima gara della stagione a San Marino e terminando 11º in classifica mondiale con 30 punti. Effettua la sua ultima apparizione nel motomondiale l'anno successivo partecipando da wild card al gran premio di Francia, dove termina 13º e non ottiene punti per la classifica mondiale.

## Risultati nel motomondiale
| 1979 | Classe | Moto |  |  |  |    |  |  |  |  |  |  |  |  |  |  | Punti | Pos. |
| ---- | ------ | ---- |  |  |  | -- |  |  |  |  |  |  |  |  |  |  | ----- | ---- |
| 1979 | 125    | MBA  |  |  |  | 14 |  |  |  |  |  |  |  |  |  |  | 0     |      |

| 1980 | Classe | Moto |    |  |  |  |  |  |  |  |  |  |  |  |  |  | Punti | Pos. |
| ---- | ------ | ---- | -- |  |  |  |  |  |  |  |  |  |  |  |  |  | ----- | ---- |
| 1980 | 125    | MBA  | NP |  |  |  |  |  |  |  |  |  |  |  |  |  | 0     |      |

| 1981 | Classe | Moto |  |  |  |     |  |  |  |  |    |  |  |  |  |    | Punti | Pos. |
| ---- | ------ | ---- |  |  |  | --- |  |  |  |  | -- |  |  |  |  | -- | ----- | ---- |
| 1981 | 125    | MBA  |  |  |  | Rit |  |  |  |  | NE |  |  |  |  | NE | 0     |      |

| 1982 | Classe | Moto |   |   |     |   |   |   |     |   |   |     |   |     |    |    | Punti | Pos. |
| ---- | ------ | ---- | - | - | --- | - | - | - | --- | - | - | --- | - | --- | -- | -- | ----- | ---- |
| 1982 | 125    | MBA  | - | 5 | Rit | 3 | 4 | 3 | Rit | 6 | 6 | Rit | 4 | Rit | NE | NE | 52    | 7º   |

| 1982 | Classe | Moto   |    |    |    |    |    |   |    |     |   |   |    |     |   |   | Punti | Pos. |
| ---- | ------ | ------ | -- | -- | -- | -- | -- | - | -- | --- | - | - | -- | --- | - | - | ----- | ---- |
| 1982 | 250    | Yamaha | NE | NE | 14 | 16 | 12 | - | 22 | Rit | - | - | 17 | Rit | - | - | 0     |      |

| 1983 | Classe | Moto |    |   |    |    |     |    |   |   |   |    |   |   |  |  | Punti | Pos. |
| ---- | ------ | ---- | -- | - | -- | -- | --- | -- | - | - | - | -- | - | - |  |  | ----- | ---- |
| 1983 | 125    | MBA  | NE | 9 | 10 | 15 | Rit | 14 | 5 | 8 | 7 | 10 | 8 | 3 |  |  | 30    | 11º  |

| 1984 | Classe | Moto |    |  |  |    |  |    |    |  |    |  |  |  |  |  | Punti | Pos. |
| ---- | ------ | ---- | -- |  |  | -- |  | -- | -- |  | -- |  |  |  |  |  | ----- | ---- |
| 1984 | 125    | MBA  | NE |  |  | NE |  | 13 | NE |  | NE |  |  |  |  |  | 0     |      |

| Legenda | 1º posto        | 2º posto            | 3º posto            | A punti      | Senza punti        | Grassetto – Pole position Corsivo – Giro più veloce |
| Legenda | Gara non valida | Non qual./Non part. | Ritirato/Non class. | Squalificato | '-' Dato non disp. | Grassetto – Pole position Corsivo – Giro più veloce |